# Tetum
El tetum o tetun (en portuguès, tétum) és, juntament amb el portuguès, l'idioma oficial de Timor oriental. Es tracta d'una llengua austronèsica amb moltes paraules derivades del portuguès i del malai.
El tetum es va desenvolupar com una llengua de contacte durant el segle xvi, després de la colonització portuguesa. El dialecte principal, parlat en la capital Dili, s'anomena tetun-prasa, i la forma més tradicional, parlada en les altres parts del país, s'anomena tetun-terik.
Malgrat que el portuguès era la llengua oficial de l'antic Timor portuguès, el tetun-prasa va servir com a llengua franca, i agafà, per tant, vocabulari del portuguès. Quan Indonèsia envaí i ocupà Timor oriental el 1975, i la declarà la "vint-i-setena província de la república", l'ús del portuguès fou prohibit. Però l'Església catòlica, en lloc d'adoptar la bahasa indonèsia com a llengua litúrgica, adoptà el tetum, fent-ne una referència per a la identitat cultural i nacional de Timor oriental.